# Municipio de Range (Ohio)
El municipio de Range (en inglés: Range Township) es un municipio ubicado en el condado de Madison en el estado estadounidense de Ohio. En el año 2010 tenía una población de 979 habitantes y una densidad poblacional de 7,87 personas por km².

## Geografía
El municipio de Range se encuentra ubicado en las coordenadas 39°44′34″N 83°24′58″O / 39.74278, -83.41611. Según la Oficina del Censo de los Estados Unidos, el municipio tiene una superficie total de 124.45 km², de la cual 124,45 km² corresponden a tierra firme y (0 %) 0 km² es agua.

## Demografía
Según el censo de 2010, había 979 personas residiendo en el municipio de Range. La densidad de población era de 7,87 hab./km². De los 979 habitantes, el municipio de Range estaba compuesto por el 97,45 % blancos, el 1,43 % eran afroamericanos, el 0,2 % eran amerindios, el 0,1 % eran isleños del Pacífico, el 0,2 % eran de otras razas y el 0,61 % eran de una mezcla de razas. Del total de la población el 1,63 % eran hispanos o latinos de cualquier raza.